# Sòrts e Òssagòr
Sòrts e Òssagòr (en francès Soorts-Hossegor) és un municipi francès situat al departament de les Landes i a la regió de la Nova Aquitània.

## Demografia
| 1962                                       | 1968  | 1975  | 1982  | 1990  | 1999  | 2007  | 2018  |
| ------------------------------------------ | ----- | ----- | ----- | ----- | ----- | ----- | ----- |
| 1.775                                      | 2.071 | 2.248 | 2.544 | 2.829 | 3.296 | 3.629 | 3.544 |
| Des de 1962: població sense dobles comptes |       |       |       |       |       |       |       |

## Administració
| Període   | Identitat         | Partit             |
| --------- | ----------------- | ------------------ |
| 1937-1972 | Alfred Eluère     | radical-socialista |
| 1972-1983 | Jean-Claude Weber |                    |
| 1983-1987 | Guy Cotis         |                    |
| 1987-1992 | Jean-Claude Weber |                    |
| 1992-2008 | Pierre Dussain    |                    |
| 2008-     | Xavier Soubestre  |                    |